# مردم علیه او. جی. سیمپسون: داستان جنایی آمریکایی
مردم علیه او. جی. سیمپسون: داستان جنایی آمریکایی (انگلیسی: The People v. O. J. Simpson: American Crime Story) اولین فصل مجموعه تلویزیونی داستان جنایی آمریکایی شبکه اف‌ایکس است که مجموعه آنتولوژی جرم‌های واقعی است. این فصل از سریال که در ۲ فوریه ۲۰۱۶ پخش شد، به محاکمه فوتبالیست مشهور آمریکایی او. جی. سیمپسون می‌پردازد و براساس کتاب دویدن برای زندگی‌اش: مردم علیه او. جی. سیمپسون اثر جفری توبین (۱۹۹۷) ساخته شده است.
این فصل در زمینه‌های مختلف از جمله کارگردانی و متن، ستایش شده است. همین‌طور در شصت و هشتمین جوایز امی ساعات پربیننده، در ۱۳ زمینه، ۲۲ بار نامزد جایزه امی ساعات پربیننده شد و ۹ جایزه را کسب کرد که از دیگر مجموعه‌های حاضر، بیشتر بوده است. این فصل همین‌طور جایزه گلدن گلوب بهترین مجموعه تلویزیونی کوتاه یا فیلم تلویزیونی و جایزه گلدن گلوب بهترین بازیگر نقش زن برای سریال کوتاه یا فیلم تلویزیونی را برای سارا پلسون به ارمغان آورد.